# Ruróni Kensin: Pokol Kiotóban
A Ruróni Kensin: Pokol Kiotóban (るろうに剣心 京都大火編; Hepburn: Rurōni Kenshin: Kyōto taika-hen; angol címén Rurouni Kenshin: Kyoto Inferno) 2014-ben bemutatott történelmi akciófilm, mely Vacuki Nobuhiro azonos című mangasorozatán alapul. A filmet Ótomo Keisi rendezte, a főszerepben Szató Takeru és Takei Emi látható. A 2012-ben bemutatott Ruróni Kensin: A kezdetek című film folytatása, és a Ruróni Kensin: A legenda vége előzménye. A filmhez a One Ok Rock együttes írt betétdalt.

## Cselekmény
Himura Kensin felhagyott orgyilkos múltjával és Kamija Kaoru dodzsójában barátai társaságában egyszerű életet él. Az új kormány azonban ismét a segítségét kéri. Sisio Makoto, aki Kensinhez hasonlóan orgyilkosként dolgozott az új korszak eljöveteléért, most bosszút akar állni a kormányon, akik a munka végeztével élve felgyújttatták, hogy megszabaduljanak tőle. Sisio azonban túlélte, és most eltökélt szándéka uralma alá hajtani Japánt. Kensin kénytelen-kelletlen elvállalja, hogy megállítja Sisiót, bár ez Kaorunak nem tetszik. Kensin Kiotóba utazik, hogy szembeszálljon Sisióval és seregével.

## Szereplők
- Szató Takeru, mint Himura Kensin (Hitokiri Battószai), vándor kardforgató, korábban orgyilkos
- Takei Emi, mint Kamija Kaoru, Kensin szerelme
- Aoki Munetaka, mint Szagara Szanoszuke, Kensin barátja
- Ójagi Kaito, mint Mjódzsin Jahiko, Kaoru tanítványa
- Fudzsivara Tacuja, mint Sisio Makoto, egykori orgyilkos
- Kamiki Rjúnoszuke, mint Szeta Szódzsiró, Sisio egyik embere
- Aoi Jú, mint Takani Megumi, orvosnő, korábban méregkeverő
- Takahasi Mearidzsun, mint Komagata Jumi, Sisio asszonya
- Iszeja Júszuke, mint Sinomori Aosi, az Onivabansú kémhálózat tagja, aki gyűlöli Kensint
- Cucsija Tao, mint Makimacsi Miszao, az Onivabansú tagja
- Fukujama Maszaharu, mint Hiko Szeidzsúró, Kensin mestere
- Egocsi Jószuke, mint Szaitó Hadzsime, a Sinszengumi egykori tagja, aki jelenleg rendőrként dolgozik, Fudzsita Goró álnéven

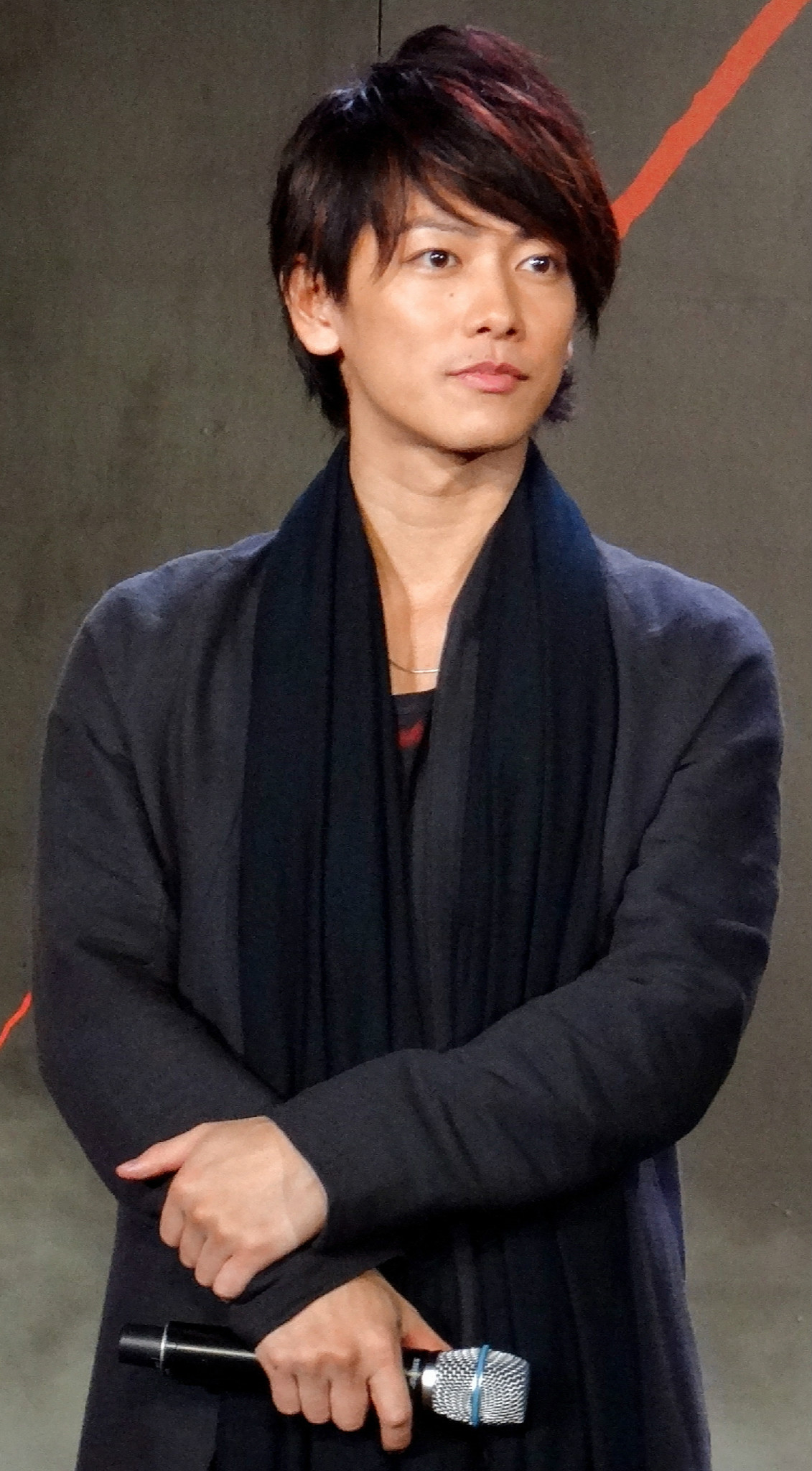
Szató Takeru
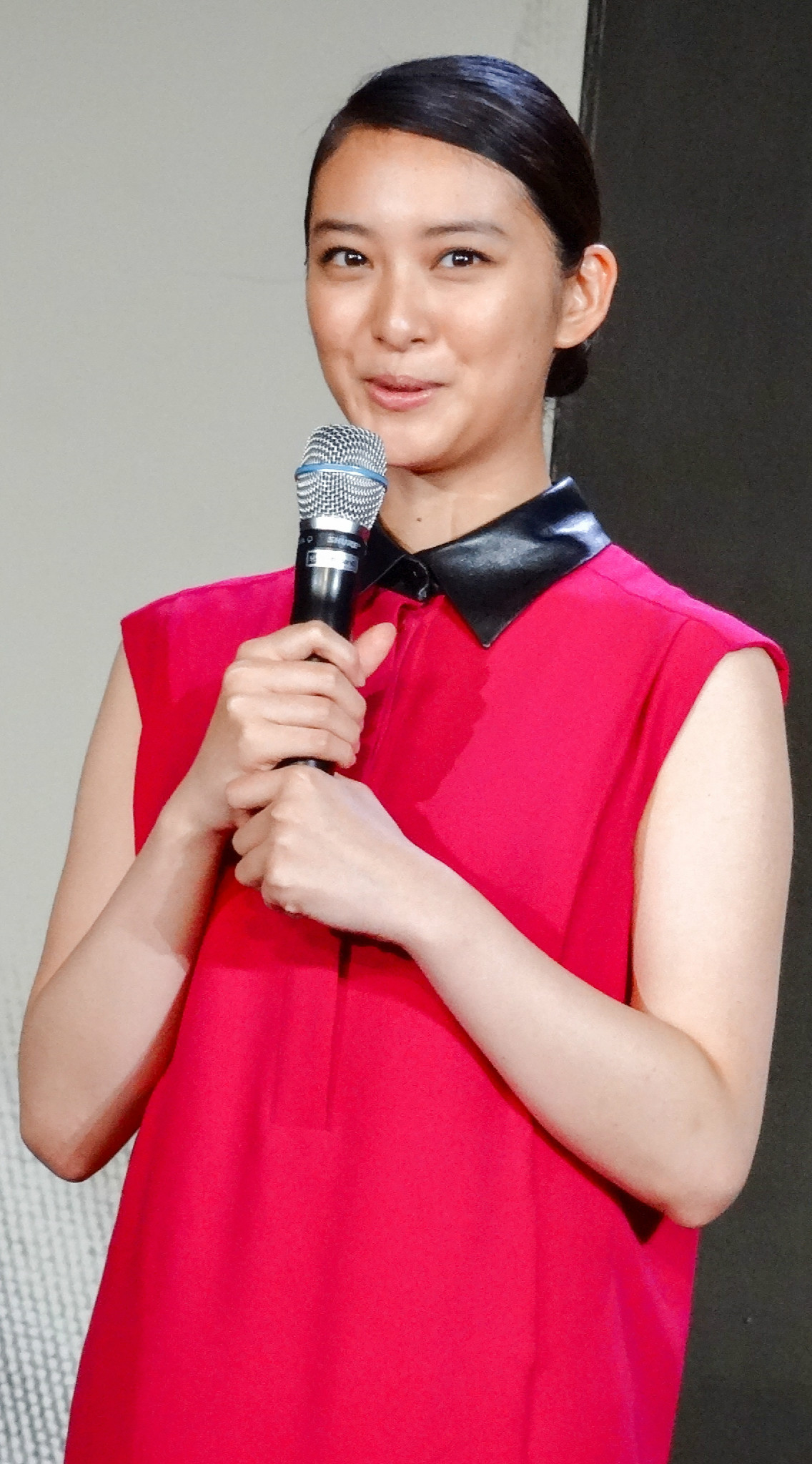
Takei Emi
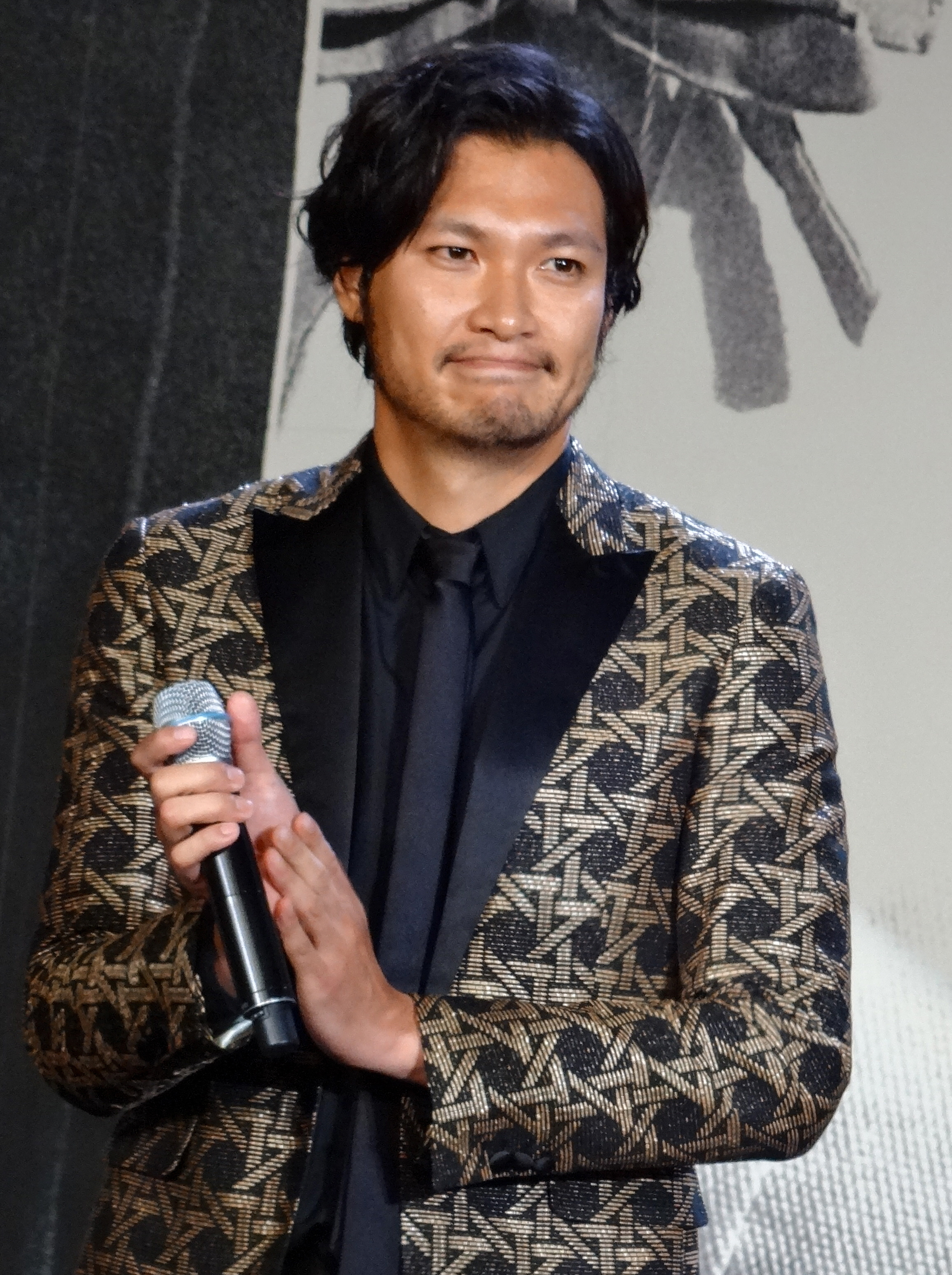
Aoki Munetaka
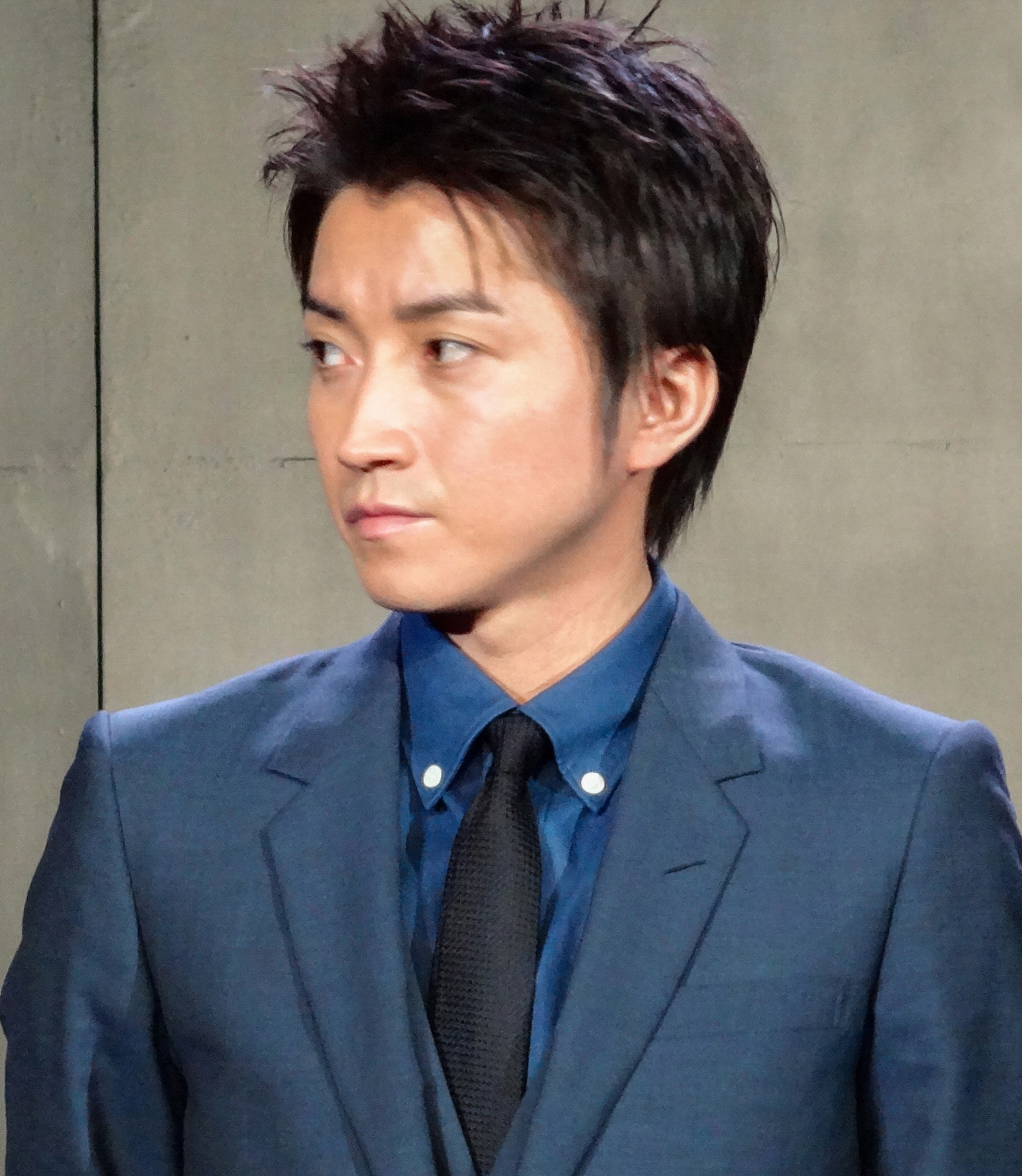
Fudzsivara Tacuja